# Буко (Атлантски Пиринеји)
Буко (фр. Boucau) насеље је и општина у југозападној Француској у региону Аквитанија, у департману Атлантски Пиринеји која припада префектури Бајон.
По подацима из 2011. године у општини је живело 7801 становника, а густина насељености је износила 1340,38 становника/km². Општина се простире на површини од 6 km². Налази се на средњој надморској висини од 20 метара (максималној 51 m, а минималној 0 m).

## Демографија
| 1962. | 1968. | 1975. | 1982. | 1990. | 1999. | 2011. |
| ----- | ----- | ----- | ----- | ----- | ----- | ----- |
| 5.801 | 5.831 | 6.091 | 6.169 | 6.814 | 7.007 | 7.801 |

График промене броја становника у току последњих година